# 東祖谷麦生土
東祖谷麦生土（ひがしいやむじゅうと）は、徳島県三好市の町名。郵便番号は778-0205。

## 地理
三好市の南部に位置。北は東祖谷林、東は東祖谷西山、南は東祖谷阿佐、西は祖谷川の支流である谷道川を挟んで東祖谷新居屋とそれぞれ接する。

### 山岳
- 天狗塚

### 河川
- 祖谷川
- 谷道川

## 歴史
- 2006年（平成18年）3月1日 - 三好郡東祖谷山村が三野町・池田町・山城町・井川町・西祖谷山村と合併して三好市が発足し、現在の町名となる。

## 世帯数と人口
2021年（令和3年）12月31日現在の世帯数と人口は以下の通りである。
| 町丁         | 世帯数 | 人口 |
| ------------ | ------ | ---- |
| 東祖谷麦生土 | 12世帯 | 21人 |

## 小・中学校の学区
市立小・中学校に通う場合、学区は以下の通りとなる。
| 番地 | 小学校               | 中学校               |
| ---- | -------------------- | -------------------- |
| 全域 | 三好市立東祖谷小学校 | 三好市立東祖谷中学校 |

## 施設
- 京上トンネル - 国道439号。

## 交通

### 鉄道
- 最寄駅はJR土讃線の大歩危駅。

### 道路
国道
- 国道439号（京上バイパス）